# Una Duval

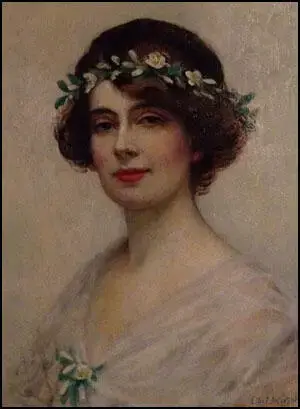
Porträt Una Duval von Ethel Wright, 1912

Una Harriet Ella Stratford Duval, geborene Dugdale (* 28. Januar 1879 Upper Norwood, London; † 24. Februar 1975 in Chelsea, London), war eine englisch-britische Suffragette und Ehe-Reformerin. Ihre Weigerung, in ihren Ehegelübden Gehorsam zu versprechen, machte landesweit Schlagzeilen. Sie kaufte das Gemälde von der Suffragistin Christabel Pankhurst von Ethel Wright, das später der National Portrait Gallery gespendet wurde.

## Leben
Dugdale war die Tochter von Commander Edward Stratford Dugdale aus dem adligen House of Stratford und seiner Frau Harriet Ella Portman, die beide Unterstützer der Frauenrechtsbewegung waren. Dugdale wurde am Cheltenham Ladies' College und später in Hannover und Paris ausgebildet, wo sie Gesang studierte. Sie war die Nichte von Arthur Wellesley Peel, 1. Viscount Peel, Sprecher des House of Commons. Der Haushalt ihrer Eltern hatte fünf Bedienstete, und sie hatten ein Ferienhaus in der Nähe von Aberdeen.
Dugdale wurde durch Frank Rutter in die Frauenrechtsbewegung eingeführt. 1907 hörte sie Christabel Pankhurst zum ersten Mal im Hyde Park sprechen und tourte von da an mit Emmeline Pankhurst durchs Land, um von ihr zu lernen und ihr bei ihrer Arbeit zu helfen. 1908 begann sie mit Helen Fraser in Aberdeen zu arbeiten, wo sie die (überwiegend männlichen) Fischer in Stonehaven ansprach. Sie wurde 1908 bei der Nachwahlkampagne in Newcastle fotografiert, wie sie mit Wählern sprach, um deren Unterstützung zu gewinnen.
Am 24. Februar 1909 wurde Dugdale auf dem Parliament Square mit anderen Suffragetten während eines „Überfalls“ auf das House of Commons verhaftet. Sie blieb einen Monat im Gefängnis. Während der Jahre 1909–1910 begleitete Dugdale Emmeline Pankhurst weiter auf ihren beiden Schottlandtouren.
1912 heiratete Dugdale Victor Diederichs Duval (1885–1945). Duval stammte aus einer Mittelklasse, in der alle das Frauenwahlrecht unterstützten. Duvals Vater, Ernest Charles Augustus Diederichs Duval, ein deutscher Einwanderer möglicherweise jüdischer Herkunft, seine Mutter Emily Hayes Duval und seine Tante waren Mitglieder der Jewish League for Women Suffrage. Die Schwester Elsie Duval war ebenfalls Suffragette. Duval selbst war der Gründer der Men's Political Union for Women's Enfranchisement.
Dugdale löste einen nationalen Skandal aus, als sie sagte, sie würde sich weigern, das Wort „gehorchen“ in ihren Ehegelübden zu verwenden. Ihr wurde mitgeteilt, dass das Weglassen Zweifel an der Rechtmäßigkeit der Ehe aufkommen lassen könnte, aber sie weigerte sich dennoch. Die Hochzeit fand in der Savoy Chapel statt, ihr Vater führte sie den Gang entlang, und Christabel Pankhurst, Constance Bulwer-Lytton und Emmeline und Frederick Pethick-Lawrence nahmen in den Farben der WSPU teil. Als Reaktion auf den Skandal schrieb Dugdale, jetzt Mrs. Duval To Love Honour – But Not Obey. Das Paar bekam zwei Töchter.
1909 war ein Ganzkörperporträt von Christabel Pankhurst, gemalt von Ethel Wright auf der "The Women's Exhibition", die von der Women’s Social and Political Union veranstaltet wurde, ausgestellt worden. Duval kaufte das Gemälde für 100 Guineen und es blieb in der Familie, bis es 2011 von einem Nachkommen der Duvals der National Portrait Gallery vermacht wurde.
1912 wurde auch Duval von Ethel Wright gemalt. Wright malte ein Ganzkörperporträt in leuchtendem Jadegrün mit einem Hintergrund aus kämpfenden Hähnen, betitelt The Music Room. Dieses Gemälde wurde erstmals im selben Jahr in der Stafford Gallery in London gezeigt und blieb in der Familie und wurde bis in jüngste Zeit in mehreren Ausstellungen gezeigt.
Nach dem Ersten Weltkrieg gründete Duval mit anderen The Suffragette Fellowship, eine Organisation zur Bewahrung des Andenkens an den militanten Frauenwahlrechtskampf, deren Schatzmeisterin sie war.
1921 gründete Margaret Mackworth die Six Point Group, um für verbesserte Gesetze gegen Kindesmissbrauch, für verwitwete Mütter, für unverheiratete Mütter und ihre Kinder, für gleiche Rechte der Vormundschaft für verheiratete Eltern, für gleichen Lohn für Lehrerinnen und für gleiche Chancen für Männer und Frauen im öffentlichen Dienst zu kämpfen. Eine Reihe von Suffragetten schlossen sich an, darunter Duval, die eine der Vizepräsidentinnen wurde.
Am 29. Januar 1955 nahm Una Duval ein Interview mit John Ellison vom BBC Home Service's In Town Tonight auf, in dem sie beschrieb, wie sie versuchte, das Parlament zu stürmen, von Polizisten auf der Straße geschlagen wurde und während der Kampagne für das Frauenwahlrecht Zeit im Gefängnis verbrachte.

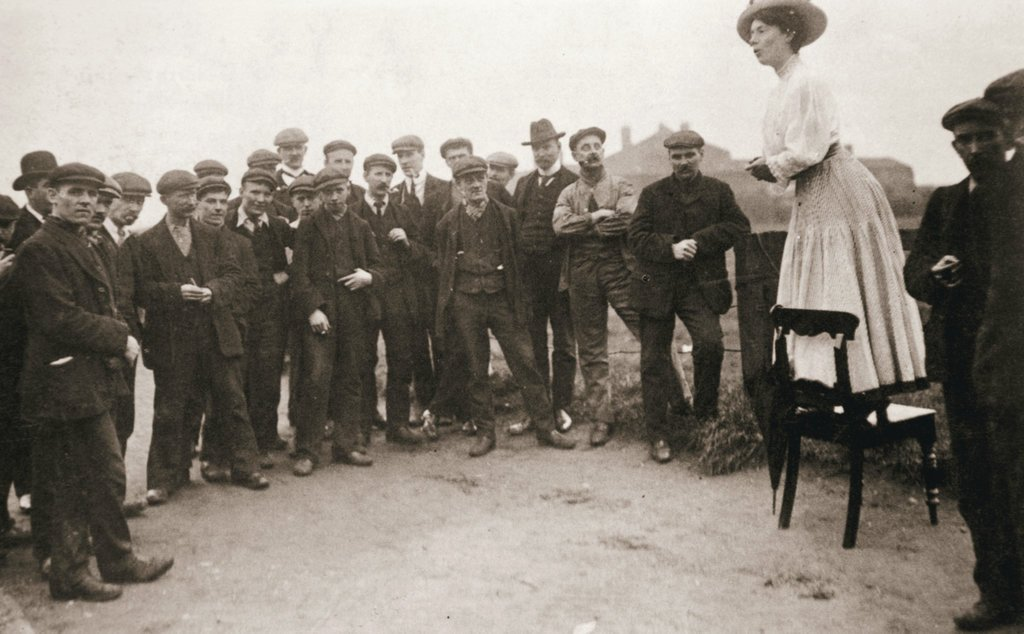
Una Dugdale auf Kampagne während der Newcastle By-election, September 1908
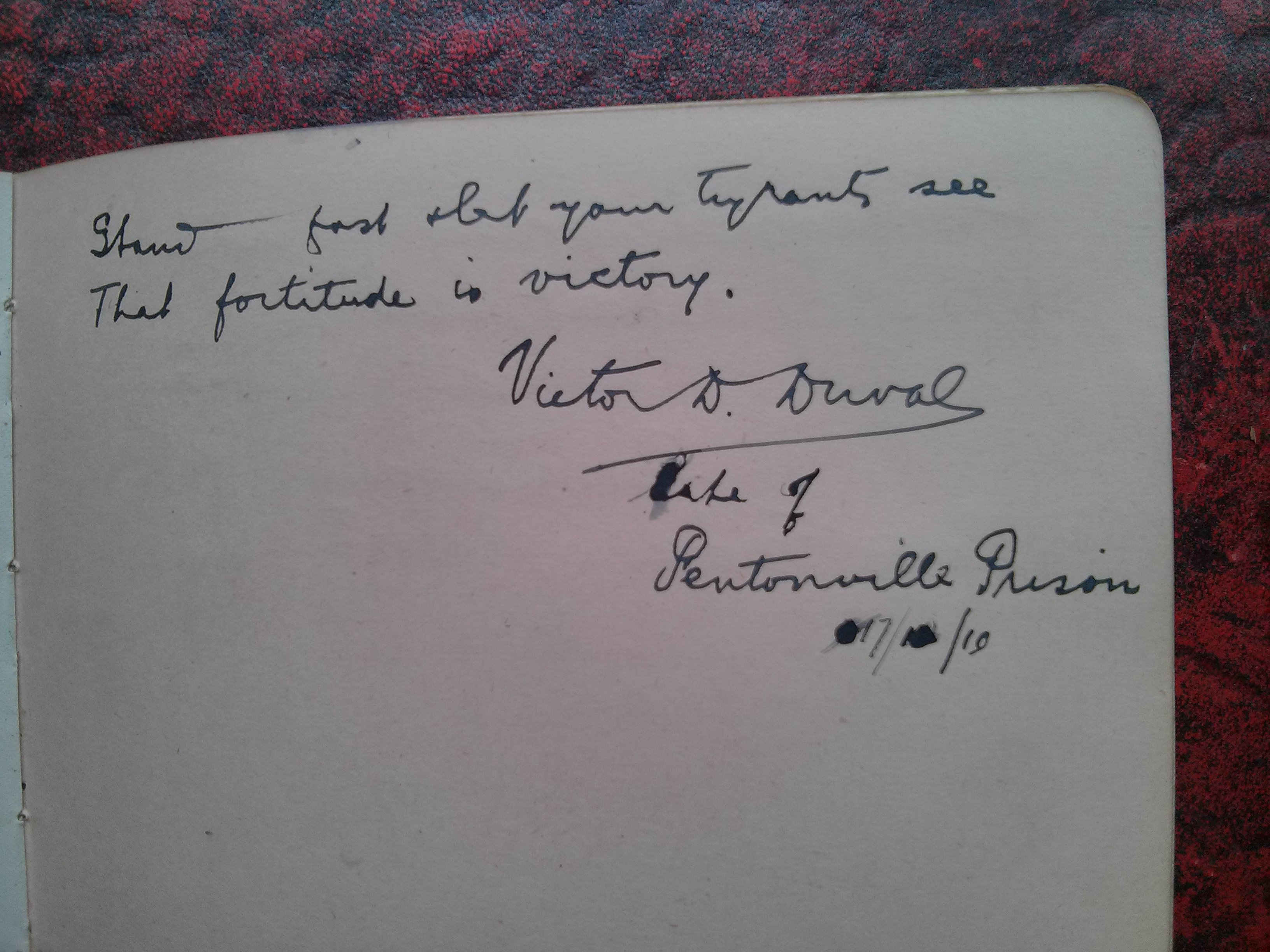
Eintrag von Victor Duval in Mabel Cappers WSPU prisoners scrapbook, 1910
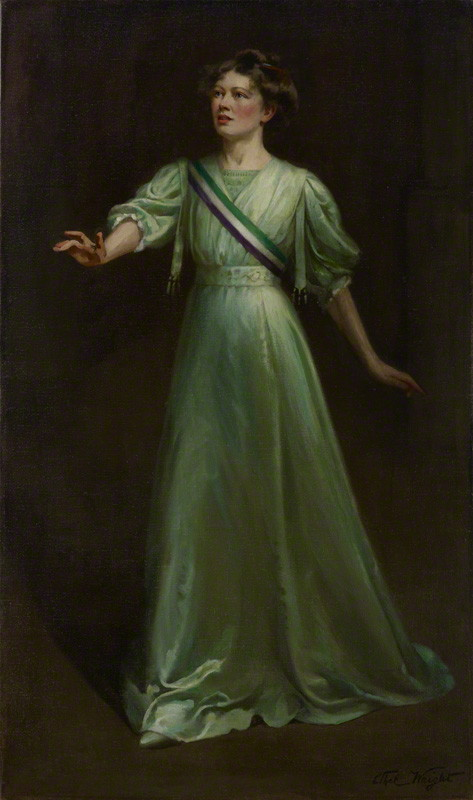
Dame Christabel Pankhurst,  Ethel Wright, 1909
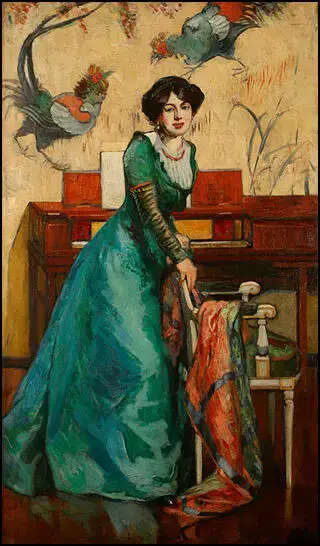
The Music Room (Portrait of Una Dugdale Duval), Ethel Wright, 1912